# Limitaciones y excepciones al derecho de autor
Las limitaciones y excepciones al derecho de autor son un mecanismo legal que limitan los derechos patrimoniales exclusivos conferidos a los autores y titulares de derechos de autor, en beneficio de intereses públicos de acceso y utilización de las obras intelectuales. Estas limitaciones y excepciones permiten la utilización de las obras en determinadas condiciones sin requerir el permiso del titular de derechos, y deben estar manifiestas en la legislación de derecho de autor para que los beneficiarios puedan hacer uso de ellas.

Mapa que representa los países que contienen limitaciones y excepciones en sus leyes de derechos de autor en beneficio de los museos.

Las limitaciones y excepciones funcionan como una forma de equilibrar los intereses individuales de autores y titulares de derechos con el derecho colectivo de acceso a la información.

## Tratados internacionales

### Tratado de Marrakech
El Tratado de Marrakech, conocido oficialmente como «Tratado de Marrakech para facilitar el acceso a las obras publicadas a las personas ciegas, con discapacidad visual o con otras dificultades para acceder al texto impreso», es un tratado multilateral impulsado por la Organización Mundial de la Propiedad Intelectual (OMPI), que fue firmado en Marrakech, Marruecos, el 28 de junio de 2013. Este tratado entró en vigor a partir del 30 de septiembre de 2016.Hasta julio de 2024, el tratado tenía 97 países miembros.

### Convenio de Berna
En el artículo 10 en el Convenio de Berna se regula el Derecho de cita en el párrafo uno que dice, “Son lícitas las citas tomadas de una obra que se haya hecho lícitamente accesible al público, a condición de 
Igualmente en el artículo 22 Del Acuerdo de Cartagena, en la Decisión 351, literal a, dícese del Derecho de cita: a) “Será lícito realizar, sin la autorización del autor y sin el pago de remuneración alguna, los siguientes actos: Citar en una obra, otras obras publicadas, siempre que se indique la fuente y el nombre del autor, a condición que tales citas se hagan conforme a los usos honrados y en la medida justificada por el fin que se persiga”.

### Ilustración de la Enseñanza
En el artículo 10 párrafo 2, en el Convenio de Berna se regula la Ilustración de la enseñanza en los siguientes términos: “Se reserva a las legislaciones de los países de la Unión y de los Arreglos particulares existentes o que se establezcan entre ellos lo que concierne a la facultad de utilizar lícitamente, en la medida justificada por el fin perseguido, las obras literarias o artísticas a título de ilustración de la enseñanza por medio de publicaciones, emisiones de radio o grabaciones sonoras o visuales, con tal de que esa utilización sea conforme a los usos honrados”.
En el artículo 22 Del Acuerdo De Cartagena, en la Decisión 351, literal b: “Reproducir por medios reprográficos para la enseñanza o para la realización de exámenes en instituciones educativas, en la medida justificada por el fin que se persiga, artículos lícitamente publicados en periódicos o colecciones periódicas, o breves extractos de obras lícitamente publicadas, a condición que tal utilización se haga conforme a los usos honrados y que la misma no sea objeto de venta u otra transacción a título oneroso, ni tenga directa o indirectamente fines de lucro”.
En el artículo 10 párrafo 1, en el Convenio de Berna se regulan Algunos Artículos:“Se reserva a las legislaciones de los países de la Unión la facultad de permitir la reproducción por la prensa o la radiodifusión o la transmisión por hilo al público de los artículos de actualidad de discusión económica, política o religiosa publicados en periódicos o colecciones periódicas, u obras radiodifundidas que tengan el mismo carácter, en los casos en que la reproducción, la radiodifusión o la expresada transmisión no se hayan reservado expresamente. Sin embargo habrá que indicar siempre claramente la fuente; la sanción al incumplimiento de esta obligación será determinada por la legislación del país en el que se reclame la protección”.
También en el artículo 22 Del Acuerdo De Cartagena, en la Decisión 351, literal e “Reproducir y distribuir por la prensa o emitir por radiodifusión o transmisión pública por cable, artículos de actualidad, de discusión económica, política o religiosa publicados en periódicos o colecciones periódicas, u obras radiodifundidas que tengan el mismo carácter, en los casos en que la reproducción, la radiodifusión o la transmisión pública no se hayan reservado expresamente”.

### Discursos y Similares
En el artículo 22 Del Acuerdo De Cartagena, en la Decisión 351, literal g, están los Discursos y similares: "Reproducir por la prensa, la radiodifusión o la transmisión pública, discursos políticos, así como disertaciones, alocuciones, sermones, discursos pronunciados durante actuaciones judiciales u otras obras de carácter similar pronunciadas en público, con fines de información sobre los hechos de actualidad, en la medida en que lo justifiquen los fines perseguidos, y conservando los autores sus derechos a la publicación de colecciones de tales obras”.

## Diferentes Legislaciones
Legislación ecuatoriana
La obra anónima cuyo autor no se diere a conocer en el plazo de setenta años a partir de la fecha de la primera publicación pasará al dominio público, aunque el derecho moral, por supuesto nunca se termina, ya que siempre se reconoce quien fue el autor de dicha obra y no se puede otorgar o ceder este nombre a nadie, incluso después de su muerte.
Existen más limitaciones que se regulan en tratados y decisiones internacionales, tales son los casos de la Decisión 351, del Acuerdo de Cartagena, y también las regulaciones internas de cada país, en el caso de Ecuador en la ley de propiedad intelectual, expedida en el Registro Oficial n.º 320. 18 el día martes 19 de mayo de 1998, donde, se entiende que el derecho patrimonial del autor para su obra es el “derecho exclusivo de explotar su obra en cualquier forma y de obtener por ello beneficios, salvo las limitaciones establecidas en el presente Libro.” Y este “derecho exclusivo de explotación de la obra comprende especialmente la facultad de realizar, autorizar o prohibir:
a) La reproducción de la obra por cualquier forma o procedimiento;
b) La comunicación pública de la obra por cualquier medio que sirva para difundir las palabras, los signos, los sonidos o las imágenes;
c) La distribución pública de ejemplares o copias de la obra mediante la venta, arrendamiento o alquiler;
d) La importación; y,
e) La traducción, adaptación, arreglo u otra transformación de la obra”.
Y las limitaciones para todas estas modalidades de explotación son exclusivamente los cuales no requieren la autorización del titular de los derechos ni están sujetos a remuneración alguna como son
En la ley de propiedad intelectual de Ecuador “La inclusión en una obra propia de fragmentos de otras ajenas de naturaleza escrita, sonora o audiovisual, así como la de obras aisladas de carácter plástico, fotográfico, figurativo o análogo, siempre que se trate de obras ya divulgadas y su inclusión se realice a título de cita o para su análisis, comentario o juicio crítico. Tal utilización solo podrá realizarse con fines docentes o de investigación, en la medida justificada por el fin de esa incorporación e indicando la fuente y el nombre del autor de la obra utilizada” Aquí nos encontramos con el derecho de cita consagrado en los tratados internacionales ratificándose y poniendo más condiciones y especificaciones como que tipo de obras son las que se pueden citar y con qué fines. 
La acción descrita es este artículo es común entre los estudiantes, investigadores y redactores en general ya que siempre se debe hacer referencia a los autores o creadores de las obras y textos que se utilicen en nuevos textos o recopilaciones de datos, ya que al no hacerlo se vulnera el derecho moral que tienen estas personas sobre sus creaciones. Pero surge la pregunta por qué es una limitación al derecho patrimonial, la respuesta es porque el autor de un texto específico, por ejemplo, no puede pedir que se le entregue un rédito económico por cada vez que un estudiante lo cite en un trabajo de investigación para su maestro. Por ello se limita su derecho y otras personas pueden acceder a su creación libremente siempre que se reconozca la autoría del texto y que no se atribuya el citador la calidad de creador. y también se debe analizar que el derecho está por la facultad que tiene una persona para acceder a una información, es decir citarla y utilizarla sin dañar los derechos morales de otros.
En el Ecuador, dentro del inciso del artículo 80 de la ley de propiedad intelectual que detalle el derecho de cita, dice que la utilización solo podrá realizarse con fines docentes o de investigación, en la medida justificada por el fin de esa incorporación e indicando la fuente y el nombre del autor de la obra utilizada, esto tiene relación con la ilustración ya que solo con estos fines se puede dar lugar a esta limitación.
Estos artículos son bastante lógicos ya que para impartir una cátedra o para ilustrar a un grupo de personas se necesita recurrir a fuentes de información como libros que ya fueron publicados por los autores y que ya se gravo sobre ellos la utilidad que debe ganar el titilar del derecho u obras educativas de interés que sean divulgadas de distintas maneras como radio por ejemplo, y por el mero acceso a una información a estas creaciones es poco coherente que se deba pagar, ya que si se hace referencia en eso en clase, sería incluso poco práctico.